# Blacktoft
Blacktoft – wieś w Anglii, w hrabstwie East Riding of Yorkshire. Leży 27 km na zachód od miasta Hull i 248 km na północ od Londynu. W 2001 miejscowość liczyła 321 mieszkańców.